# Frank Pietruska
Frank Pietruska (* 11. September 1970 in Magdeburg) war Fußballtorwart, der kurzzeitig für den 1. FC Magdeburg in der DDR-Oberliga, der höchsten ostdeutschen Fußballklasse, spielte. Er ist vierfacher Junioren-Nationalspieler der DDR.

## Sportliche Laufbahn
Frank Pietruska kam 1978 von der kleinen Betriebssportgemeinschaft Fortschritt Magdeburg zur Knabenmannschaft des Oberligisten 1. FC Magdeburg. Als Juniorenspieler bestritt er vier Länderspiele mit der Junioren-Nationalmannschaft der DDR. Obwohl 1988/89 noch für die Junioren-Oberliga nominiert, stand Pietruska in den letzten beiden Punktspielen der DDR-Oberliga-Saison anstelle des nicht einsatzbereiten Dirk Heyne im Tor der 1. Männermannschaft. Im ersten Spiel am 27. Mai 1989 musste er gegen Chemie Halle beim 4:2-Auswärtssieg noch zwei Gegentreffer hinnehmen, im letzten Punktspiel am 3. Juni 1989 konnte er beim 1:0 gegen Rot-Weiß Erfurt seinen Kasten reinhalten. Mit der Juniorenmannschaft des FCM wurde er 1989 DDR-Meister. Für die Saison 1989/90 meldete der FCM Pietruska offiziell als dritten Torwart für seine Oberligamannschaft.
Der als Torwart mit nur 1,72 m relativ kleine Pietruska kam jedoch nicht zum Einsatz, da Heyne in allen Punktspielen aufgeboten wurde. Dasselbe wiederholte sich in der Saison 1990/91. In dieser Spielzeit verpasste der 1. FCM die Qualifikation für die Bundesligen und spielte ab 1991/92 in der NOFV-Oberliga. Heyne verließ zwar den FCM, allerdings war für Pietruska der Weg für weitere Einsätze in der 1. Mannschaft nicht frei, da mit Andreas Narr der bisherige Ersatztorwart zur neuen Nummer eins wurde. Aus diesem Grund verließ er Magdeburg 1991 und schloss sich dem FSV Lok/Altmark Stendal an, wo er Stammtorhüter wurde. Nach zwei Jahren in Stendal ging er 1993 zurück zum FCM, wo er innerhalb eines Jahres 28 Punktspiele bestritt.
Nach der verpassten Qualifikation des FCM zur neuen Regionalliga im Sommer 1994 wechselte Pietruska zurück zum drittklassigen Regional-Ligisten FSV Altmark Stendal. Dort sorgte er in seiner zweiten Saison für Schlagzeilen, als er sich im DFB-Pokal-Wettbewerb bis zum Viertelfinale gegen Bayer 04 Leverkusen (4:5 nach Elfmeterschießen) mehrfach als Elfmetertöter auszeichnete. Als Stendal im Jahre 2000 aus der Regionalliga absteigen musste, verließ Pietruska den Verein und schloss sich dem fünftklassigen Verbandsligisten TSV Völpke an. Mit ihm stieg er 2005 für ein Jahr in die Oberliga auf. Nach Abschluss der Saison 2005/06 beendete Pietruska mit knapp 36 Jahren seine Laufbahn als aktiver Torwart und stellte sich dem TSV als Torwarttrainer zur Verfügung.
Seinen Wohnsitz hatte Pietruska weiterhin in Magdeburg, wo er einen Wasserspender- und Kaffeeautomatenverleih betreibt. Sportlich betätigt er sich auch noch beim 1. FC Magdeburg, wo er mit dem Old-Star-Team antritt.